# Livgardesgruppen
Livgardesgruppen (LGG) är en svensk militärregiongrupp inom Hemvärnet som verkat i olika former sedan 2000. Förbandsledningen är förlagd i Kungsängens garnison, Kungsängen.

## Historia
Som ett led i försvarsbeslutet 2000 avvecklades försvars- och militärområdena den 30 juni 2000 och från och med den 1 juli 2000 organiserades i dess ställe Militärdistrikt. Därmed avvecklades bland annat Stockholms försvarsområde (Fo 44). De nya Militärdistrikten motsvarade geografiskt sett de gamla militärområdena. Den stora skillnaden var att militärdistrikten var den lägsta nivån där chefen var territoriellt ansvarig. Inom militärdistrikten organiserades militärdistriktsgrupper, i regel en för varje län. I Stockholms län organiserades den 1 juli 2000 Livgardesgruppen och Södertörnsgruppen, vilka underställdes Mellersta militärdistriktet (MD M).
Den 2 juni 2005 presenterade regeringen sin proposition (2004/05:160) gällande en avveckling av militärdistriktsorganisationen. I propositionen hänvisades regeringen till att "I det framtida insatsförsvaret och den beslutade insatsorganisationen finns det inte längre krav på eller behov av regional eller territoriell ledning som motiverar en särskild ledningsorganisation". Därmed ansåg regeringen att militärdistriktsorganisationen kunde avvecklas, något som Försvarsmakten även i en framställan till regeringen den 7 mars 2005 föreslagit. I dess ställe skulle fyra ledningsgrupper för säkerhetstjänst och samverkan inrättas, där ledningsgrupperna lokaliserade till Boden, Stockholm, Göteborg och Malmö. Den 16 november 2005 antog riksdagen regeringens proposition, därmed beslutades att militärdistriktsorganisationen skulle upplösas och avvecklas den 31 december 2005. Vilket innebar att militärdistriktsgrupperna omorganiserades till utbildningsgrupper och underställdes ett utbildningsförband. Detta medförde att Livgardesgruppen överfördes från Mellersta militärdistriktet (MD M) till att bli en enhet inom Livgardet (LG) från och med den 1 januari 2006.
Den 1 januari 2013 bildades fyra militärregioner, där Mellersta militärregionen underställdes chefen för Livgardet, men löd under chefen insatsledningen i Högkvarteret avseende markterritoriell ledning i fred, kris och krig. Chefen för Livgardesgruppen var dock fortfarande underställd chefen Livgardet gällande produktionsledning av hemvärnsförbanden samt insatsledning inom utbildningsgruppens geografiska område. Den 1 januari 2018 delades dock ledningen av Livgardet och Mellersta militärregionen, det genom att en separat chefsbefattning för Mellersta militärregionen tillsattes. Vidare underställdes staben Mellersta militärregionen i ledningsfrågor direkt chefen insatsledningen i Högkvarteret. I Försvarsmaktens budgetunderlag till regeringen för 2020 föreslogs att de fyra militärregionala staberna från 1 januari 2020 skulle inrättas som egna organisationsenheter. Cheferna för militärregionstaberna föreslogs i sin tur underställas rikshemvärnschefen avseende produktion av utbildningsgrupper och hemvärnsförband. Detta medförde att utbildningsgrupperna överfördes organisatoriskt från ett utbildningsförband till de fyra militärregionala staberna. I regeringens proposition framhöll dock regeringen att den militära regionala indelningen kunde komma att justeras, det beroende på utfallet av utredningen "Ansvar, ledning och samordning inom civilt försvar" (dir. 2018:79). För Livgardesgruppen innebar denna förändring att utbildningsgruppen överfördes från Livgardet till att bli en enhet inom Mellersta militärregionen från och med den 1 januari 2020.
I Försvarsmaktens budgetunderlag för 2023 föreslog Försvarsmakten att Livgardesgruppen skulle byta namn den 1 januari 2023 till Storstockholmsgruppen (SSTG), då utbildningsgruppen är en del av Mellersta militärregionen och därmed saknar koppling till Livgardet.
För att påvisa anknytningen till militärregionen, lämnades den 1 januari 2023 begreppet utbildningsgrupp till förmån för det nya begreppet militärregionsgrupp. Det för att på ett tydligare sätt anknyta mot enhetens bidrag som ett av militärregionens krigsförband, med uppgifter såväl i fred som i krig.

## Verksamhet
Chefen Livgardesgruppen är från den 1 januari 2020 direkt underställd chefen för Mellersta militärregionen. Livgardesgruppens uppgifter är att utbilda, organisera och administrera hemvärnsförbanden i länet. Gruppen skall vidare stödja frivilliga försvarsorganisationer. Insatser i såväl fred som under kris och krig leds i allmänhet direkt av Mellersta militärregionen, men Livgardesgruppen kan ges ledningsuppgifter som till exempel att avdela en militär insatschef (MIC).

## Ingående enheter
Livgardesgruppen administrerar och utbildar sedan 1 januari 2012 fyra hemvärnsbataljoner, Attundalandsbataljonen (23. hemvärnsbataljonen), Stockholmsbataljonen (24. hemvärnsbataljonen), Telgehusbataljonen (25. hemvärnsbataljonen) och Ulvsundabataljonen (26. hemvärnsbataljonen) tidigare benämnd Järvabataljonen.

### Attundalandsbataljonen
- 23. hemvärnsbataljonstaben och ledningsplutonen (Ledningspluton Attundaland)
- 231. hemvärnsinsatskompaniet (Insatskompani Södra Roslags)
- 232. hemvärnsinsatskompaniet (Insatskompani Arlanda)
- 233. hemvärnskompaniet (Bevakningskompani Vallentuna)
- 234. hemvärnsunderrättelsekompaniet (Underrättelsekompani Svea)

### Stockholmsbataljonen
- 24. hemvärnsbataljonstaben och ledningsplutonen (Ledningspluton Stockholm)
- 241. hemvärnsinsatskompaniet (Insatskompani Sankt Erik)
- 242. hemvärnsinsatskompaniet (Insatskompani Birger Jarl)
- 243. hemvärnsbevakningskompaniet (Bevakningskompani Engelbrekt)
- 244. hemvärnstrafikledningspluton (Trafikledningspluton Stockholm)

### Telgehusbataljonen
- 25. hemvärnsbataljonstaben och ledningsplutonen (Ledningspluton Tæliehus)
- 251. hemvärnsinsatskompaniet (Insatskompani Svartlösa)
- 252. hemvärnskompaniet (Insatskompani Telge)
- 253. hemvärnskompaniet (Bevakningskompani Huddinge)
- 254. hemvärnsflyggruppen (Flyggrupp Tæliehus)

### Ulvsundabataljonen
- 26. hemvärnsbataljonstaben och ledningsplutonen (Ledningspluton Järva)
- 261. hemvärnsinsatskompaniet (Insatskompani Sollentuna kommun)
- 262. hemvärnsinsatskompaniet (Insatskompani Västerort)
- 263. hemvärnsbevakningskompaniet (Bevakningskompani Attunda)

## Förläggningar och övningsplatser
Förbandsledningen är samlokaliserade i med övriga förband i Kungsängens garnison. Bataljonsstaben för Attundalandsbataljonen och Ulvsundabataljonen är lokaliserad till Kungsängens garnison. Telgehusbataljonen i Södertälje och Stockholmsbataljonen på Norrmalm i centrala Stockholm.

## Heraldik och traditioner
Livgardesgruppen förde ursprungligen samma fälttecken som Livgardet. Dock så har man på senare tid [när?] antagit det vapen som Stockholms län förde åren 1941–1968. Det med bakgrund till att gruppen finns representerad i både Södermanland och Uppland. I regel för hemvärnsbataljoner ett traditionsarv från ett upplöst och avvecklat infanteriförband. Gällande hemvärnsbataljonerna i Stockholms- och Skåneregionen så finns det inga sådana förband som ger en naturlig traditionsanknytning.

## Förbandschefer
- 2000–2007: Överstelöjtnant Ronny Schultz [10]
- 2007–2010: Överstelöjtnant Jan Forsberg [10]
- 2011–2017: Överstelöjtnant Peter Bengtsson
- 2017–2020: Överstelöjtnant Daniel Ottosson [d]
- 2020–2023: Överstelöjtnant Johan Midenby [e]
- 2023–20xx: Överstelöjtnant Mattias Bergqvist von Post

## Namn, beteckning och förläggningsort
| Livgardesgruppen | 2000-07-01 | – |  |

| LGAG | 2000-07-01 | – | 2005-12-31 |
| LGG  | 2006-01-01 | – |            |

| Kungsängens garnison (F) | 2000-07-01 | – |  |